# IC 3734
IC 3734 је елиптична галаксија у сазвјежђу Береникина коса која се налази на листи објеката дубоког неба у Индекс каталогу.
Деклинација објекта је + 23° 2' 20" а ректасцензија 12h 45m 9,2s. Привидна величина (магнитуда) објекта IC 3734 износи 16,0 а фотографска магнитуда 17,0.